# 巴特罗达赫
巴特罗达赫（德語：Bad Rodach，發音：[baːt ˈʁoːdax] ⓘ）是德国巴伐利亚州上弗兰肯行政区科堡县的城市，面积77.65平方千米，2023年12月31日人口为6,643人。